# ჯ
Das J̌an (ჯ) ist der 32. Buchstabe des georgischen Alphabets. Der Buchstabe stellt den Laut [dʒ] dar und wird im Deutschen mit dem Tetragraphen dsch transkribiert.
Heute wird im Mchedruli-Alphabet nur noch das ჯ verwendet. Im historischen Chutsuri-Alphabet gab es noch den Großbuchstaben Ⴟ; das kleingeschriebene Pendant dazu war das ⴟ.
Es war dem Zahlenwert 8000 zugeordnet.

## Zeichenkodierung
Das J̌an ist in Unicode an den Codepunkten U+10EF (Mchedruli) bzw. U+10BF (Chutsuri-Großbuchstabe) und U+2D1F (Chutsuri-Kleinbuchstabe) zu finden.